# Ток (Арад)
Ток (рум. Toc) насеље је у Румунији у округу Арад у општини Саваршин. Oпштина се налази на надморској висини од 172 m.

## Становништво
Према подацима из 2002. године у насељу је живело 434 становника, од којих су сви румунске националности.